# Комотини (дим)
Комотини́ (греч. Δήμος Κομοτηνής) — община (дим) на северо-востоке Греции. Входит в периферийную единицу Родопи в периферии Восточной Македонии и Фракии. Население 66 919 жителей по переписи 2011 года. Площадь 644,934 квадратного километра. Плотность 103,76 человека на квадратный километр. Административный центр общины — Комотини. Димархом на местных выборах 2014 года избран Йоргос Петридис (Γιώργος Πετρίδης).
В 2010 году по программе «Калликратис» к общине Комотини присоединены упразднённые общины Неон-Сидирохорион и Эйирос.

## Административное деление

Административное деление общины:
1 — Комотини
2 — Неон-Сидирохорион и Эйирос (слева)

Община (дим) Комотини делится на 3 общинные единицы.